# Tykicz Gniły
Tykicz Gniły  (ukr. Гнилий Тікич = Hnyłyj Tikycz) – rzeka na Ukrainie, na Wyżynie Naddnieprzańskiej, lewy dopływ Tykicza.
Rzeka ma długość 157 km, powierzchnia dorzecza wynosi 3150 km². Na rzece znajdują się 3 elektrownie wodne.